# تاریخ مجلات کودکان و نوجوانان
تاریخ مجلات کودکان و نوجوانان کتابی از منصور حسین‌زاده است که در سال ۱۳۷۰ منتشر و در مراسم کتاب سال جمهوری اسلامی ایران به‌عنوان کتاب برگزیده معرفی شد.